# Rue Jean-Colly
La rue Jean-Colly est une voie du 13e arrondissement de Paris, en France.

## Situation et accès
La rue Jean-Colly est une voie publique située dans le 13e arrondissement de Paris. Elle débute au 48, rue de Tolbiac et se termine au 15, place Souham.

## Origine du nom
Elle porte le nom du conseiller municipal et député de Paris Jean Colly (1858-1929).

## Historique
La voie, ouverte en 1909 sous le nom de « rue Cantagrel prolongée », prend sa dénomination actuelle le 27 janvier 1934.

## Bâtiments remarquables et lieux de mémoire
- Au no 29, se trouve l'immeuble dénommé « Habitat social français » dont la façade est décorée d'un plan de circulation du quartier de la Gare. Sur la façade se trouvent donc des nombreuses plaques de rue dont une seule est correcte et des « M » jaunes encerclés du métro de Paris sans aucune entrée de métro à proximité[1].